# روبیدیم
روبیدیم (به انگلیسی: Rubidium) با نماد شیمیایی Rb و عدد اتمی ۳۷ از عنصرهای گروه نخست جدول تناوبی عناصر است. روبیدیم یک فلز قلیایی نرم و به رنگ نقره‌ای - سفید است و جرم اتمی آن ۸۵٫۴۶۷۸ می‌باشد. روبیدیم در حالت عنصری با ویژگی‌هایی شبیه دیگر فلزهای قلیایی، به شدت واکنش پذیر است، مانند واکنش شدید با اکسیژن در هوای محیط. ۸۵Rb تنها ایزوتوپ پایدار روبیدیم است. ۸۷Rb ایزوتوپ دیگر روبیدیم است که دچار واپاشی هسته‌ای می‌گردد و نیمه‌عمری برابر با ۴۹ میلیارد سال دارد بیش از سه برابر عمر برآورد شده برای جهان. ۸۷Rb نزدیک به ۲۸٪ روبیدیم طبیعی موجود را تشکیل می‌دهد.
شیمی‌دان آلمانی روبرت بونزن و گوستاو کیرشهف در سال ۱۸۶۱ روبیدیم را کشف کردند آن‌ها به کمک روش طیف‌سنجی تابشی این عنصر را پیدا کردند. روبیدیم به آسانی بخار می‌شود و بازهٔ گسترده‌ای از طیف‌ها را جذب می‌کند و این باعث می‌شود که این عنصر هدف معمول دستکاری لیزری اتم‌ها شود.
موجودات زنده برای ادامهٔ زندگی به روبیدیم نیاز ندارند با این حال یون‌های روبیدیم همانگونه که یون‌های پتاسیم در سامانه‌های زنده نقش دارند، رفتار می‌کنند: به این ترتیب که این یون‌ها به صورت فعال توسط سلول‌های گیاهی و جانوری جذب می‌شوند.

## ویژگی‌ها
روبیدیم فلزی است نرم، شکل‌پذیر و به رنگ نقره‌ای - سفید. این فلز در دمای ۳۹٫۳۱ درجهٔ سانتی گراد (۱۰۲٫۷ فارنهایت) ذوب می‌شود و در ۶۸۸ درجهٔ سانتی گراد به جوش می‌آید. در میان فلزهای قلیایی غیر پرتوزا دومین عنصری است که بیشترین الکترونگاتیوی را دارد. مانند دیگر عناصر گروه خود به شدت با آب وارد واکنش می‌شود، با جیوه تشکیل ملغمه و با طلا، آهن، سزیم، سدیم و پتاسیم می‌تواند تشکیل آلیاژ دهد. با وجود آنکه روبیدیم و لیتیم هر دو در یک گروه جای دارند ولی نمی‌توانند با هم تشکیل آلیاژ دهند. این واکنش‌های روبیدیم اغلب بسیار شدید است و باعث آتش گرفتن (سوختن) گاز هیدروژن آزاد شده می‌شود. حتی گزارش شده‌است که هیدروژن در هوای محیط هم توانسته خود به خود آتش بگیرد و واکنش دهد. انرژی یونیزه شدن هیدروژن بسیار پایین است و تنها ۴۰۶ kJ/mol می‌باشد. در آزمون شعله هر دو رنگ بنفش بسیار نزدیک به همی را از خود نشان می‌دهند برای همین برای تشخیص این دو از هم حتماً باید از روش‌های طیف‌سنجی بهره جست.

### ترکیب‌ها
می‌توان گفت کلرید روبیدیم یا RbCl پرکاربردترین ترکیب از این عنصر است. در زیست‌شیمی جهت برداشت DNA از سلول و همچنین به عنوان نشانگر زیست‌شیمی با توجه به جایگزینی‌اش با پتاسیم در مقدارهای بسیار کم، کاربرد دارد. چون در سامانه‌های زنده در مقدار کم به آسانی مصرف می‌شود و با پتاسیم جایگزین می‌گردد. دیگر ترکیب پرکاربرد روبیدیم، مادهٔ خورندهٔ هیدروکسید روبیدیم یا RbOH است. این ماده، آغازگر بسیاری از فرایندهای شیمیایی با پایهٔ روبیدیم است. کربنات روبیدیم یا RbCO3 در برخی از شیشه‌های نوری کاربرد دارد. سولفات مس روبیدیم Rb۲SO۴ •  CuSO۴ •  ۶H۲O. ترکیب پرکاربرد دیگر یدید نقرهٔ روبیدیم یا RbAg۴I۵ است که در میان بلورهای یُدی از بالاترین رسانایی الکتریکی در دمای اتاق برخوردار است. این ویژگی در برخی باتری‌ها کاربرد دارد.
تعدادی از اکسیدهای روبیدیم عبارتند از: Rb۲O و Rb۶O و Rb۹O۲ که همگی این‌ها اگر فلز روبیدیم در هوای آزاد قرار گیرد می‌توانند تشکیل شوند. اگر میزان اکسیژن محیط بیش از اندازهٔ معمول باشد، روبیدیم می‌تواند تشکیل یک سوپراکسید RbO۲ دهد. نمک‌های فلوئورید روبیدیم، کلرید روبیدیم، برمید روبیدیم و یدید روبیدیم همگی از واکنش این عنصر با هالیدها ایجاد می‌شوند.

### ایزوتوپ‌ها
روبیدیمی که در طبیعت یافت می‌شود دارای دو ایزوتوپ است، ۷۲٫۲٪ از ایزوتوپ پایدار ۸۵Rb و ۲۷٫۸٪ از ایزوتوپ پرتوزای ۸۷Rb. روبیدیم طبیعی، خود پرتوزا است و دارای فعالیت ویژهٔ ۶۷۰ Bq/g می‌باشد. این مقدار کافی است تا یک فیلم عکاسی را در ۱۱۰ روز خراب کند. جدا از دو ایزوتوپی که نام برده شد، روبیدیم دارای ۲۴ ایزوتوپ دیگر نیز است که نیمه عمری برابر با ۳ ماه دارند و بسیاری از آن‌ها بسیار پرتوزایند و کاربرد کمی هم دارند.
۸۷Rb نیمه‌عمری برابر با ۴۸٫۸×۱۰۹ سال دارد که بیش از سه برابر عمر برآورد شده برای جهان یعنی ۱۳٫۷۵ ± ۰٫۱۱ ×۱۰۹ سال است. در کانی‌ها روبیدیم به آسانی جایگزین پتاسیم می‌گردد. برای همین همه جا پیدا می‌شود.
یکی از ایزوتوپ‌های ساختگی روبیدیم، روبیدیم-۸۲ است که با روش گیراندازی الکترون از پسماند واپاشی استرانسیم-۸۲ با نیمه عمر ۲۵٫۳۶ روز بدست می‌آید. خود این ایزوتوپ روبیدیم نیمه عمرش ۷۶ ثانیه‌است و از پسماند آن می‌توان ایزوتوپ پایداری از کریپتون-۸۲ بدست آورد.